# Limón y sal
Limón y sal es el nombre del cuarto álbum de estudio de la cantante mexicana Julieta Venegas. Fue lanzado al mercado el 30 de mayo de 2006 en México, España y América Latina, el 6 de junio en los Estados Unidos. Fue editado también para Alemania, Bélgica, Portugal y Austria. El álbum tuvo alta popularidad en el mercado discográfico de Suiza e Italia posicionándolo en sus tops.
A la fecha Limón y sal lleva vendidas más de 8 000 000 de copias a nivel mundial siendo disco de platino en Argentina, España, Uruguay, México, Estados Unidos, y disco de oro en Chile, Italia, Colombia, Venezuela y Centroamérica. Obtuvo el  premio Grammy Latino en la categoría de "Mejor Álbum de Música Alternativa" y  en 2007 el Grammy por la categoría de "Mejor Álbum Pop Latino", Julieta compartió el premio en un empate histórico con el cantautor guatemalteco Ricardo Arjona, y su álbum Adentro. 
Julieta Venegas realizó una gira mundial por México, América Latina, Estados Unidos y varios países europeos al igual que por primera vez al Reino Unido.

## Información del álbum
Después del éxito rotundo de Sí Julieta Venegas regresa a la escena musical con más fuerza que nunca presentando este álbum que cuenta con trece temas, y un bonus track que abarcan varios géneros musicales, desde el pop al rock, e incluso el reggae, tango y bolero. La mayoría de las letras de las canciones tratan acerca de las situaciones diarias de la vida y de las relaciones sentimentales. Todas han sido compuestas por Venegas, con la excepción de tres de ellas, en las que contó con la colaboración del argentino Coti Sorokin y Cachorro López.
El primer sencillo es Me voy», una canción pop/rock-ranchera que trata acerca del rompimiento en una relación, de cumplir nuestras expectativas personales y como poder abandonar a alguien cuando nada es lo que soñaste, ha tenido un considerable éxito, en México estuvo por 12 semanas consecutivas en la posición número 1 al igual que en varios países de Hispanoamérica al igual que en España y entró en los tops de Italia y Suiza. 
El segundo sencillo es «Limón y sal», una canción fresca, que trata acerca de la aceptación del ser amado, con sus virtudes y defectos, con los momentos malos y buenos, como un tequila con limón y sal. 
El tercer sencillo es «Eres para mí», un dúo con la cantante chilena Anita Tijoux. Este tema ocupa los lugares más altos de popularidad en México y Colombia a inicios de 2007 y es certificada en México como disco de oro. La canción trata sobre atreverse a amar y ser amado sin poner pretextos de por medio como un juego del destino, algo directo.
«Primer día», es el 4º corte del disco y está cantado en ritmo reggae a dúo con el cantante argentino Dante Spinetta este sencillo solo fue lanzado para Europa pero también llegó a América. Trata de dos personas que deciden después de un tiempo hablar de su relación y término de esta.
Otras canciones notables son «De que me sirve», en la cual Julieta toca el acordeón, en estilo tango y bolero (este sencillo sólo sería para Europa pero pudo llegar a América) y «Canciones de Amor», usada en la banda sonora de la película estadounidense "The Heartbreak Kid".
A mediados de 2006, la marca de teléfonos móviles Sony Ericcson lanza el álbum pre-cargado en el teléfono Sony Ericsson W300i, junto con fondos de pantalla y canciones en vivo de su álbum pasado Sí. Siendo el primer álbum de un artista latino pre-cargado en un móvil.

## Sencillos
- Me voy (2006)
- Limón y sal (2006)
- Eres para mí (2007)
- Primer día (2007)
- De que me sirve (2007)

## Lista de canciones
Lista de canciones del álbum en versión estándar por iTunes Store México.
| N.º | Título                            | Escritor(es)              | Productor (es)          | Duración |  |
| 1.  | «Canciones de amor»               | Julieta Venegas           | Cachorro López, Venegas | 2:53     |  |
| 2.  | «Me voy»                          | Venegas                   | López, Venegas          | 3:10     |  |
| 3.  | «Primer día» (con Dante Spinetta) | Venegas, Spinetta         | López, Venegas          | 3:57     |  |
| 4.  | «Limón y sal»                     | Venegas, Jorge Villamizar | López, Venegas          | 3:28     |  |
| 5.  | «Dulce compañía»                  | Venegas                   | López, Venegas          | 3:23     |  |
| 6.  | «De qué me sirve»                 | Venegas, Coti Sorokin     | Sorokin, Venegas        | 2:37     |  |
| 7.  | «A donde sea»                     | Venegas                   | López, Venegas          | 2:57     |  |
| 8.  | «Mírame bien»                     | Venegas                   | López, Venegas          | 3:38     |  |
| 9.  | «No seré»                         | Venegas, Sorokin          | Sorokin, Venegas        | 2:59     |  |
| 10. | «Última vez»                      | Venegas, López            | López, Venegas          | 4:00     |  |
| 11. | «Eres para mí» (con Anita Tijoux) | Venegas, Tijoux           | López, Venegas          | 3:13     |  |
| 12. | «No hace falta»                   | Venegas, Sorokin, López   | López, Venegas          | 3:29     |  |
| 13. | «Te voy a mostrar»                | Venegas                   | López, Venegas          | 3:19     |  |
| 14. | «Sin documentos» (Bonus Track)    | Andrés Calamaro           | López, Venegas          | 3:49     |  |

| Lista de canciones - Edición iTunes. |                         |              |          |  |
| N.º                                  | Título                  | Escritor(es) | Duración |  |
| 13.                                  | «Sería Feliz» (En vivo) | Venegas      | 3:53     |  |

| Lista de vídeos - DualDisc & CD+DVD. |                                                   |          |  |
| N.º                                  | Título                                            | Duración |  |
| 13.                                  | «Me Voy» (Vídeo musical)                          | 3:05     |  |
| 14.                                  | «Limón y Sal» (MTV Making the Record)             | 20:00    |  |
| 15.                                  | «Álbum en estéreo sound 2.0 & surround sound 5.1» | 46:49    |  |

| Lista de canciones - Edición Europea. |                       |                         |          |  |
| N.º                                   | Título                | Escritor(es)            | Duración |  |
| 15.                                   | «Lento» (Bonus Track) | Venegas/Coti Sorokin    | 3:59     |  |
| 16.                                   | «Me voy» (Radio Mix)  | Cachorro López, Venegas | 3:07     |  |

## Posicionamiento en listas

### Semanales
| País           | Lista (2006-07)                 | Mejor posición |
| -------------- | ------------------------------- | -------------- |
| Argentina      | Argentinian Albums Chart        | 1              |
| España         | Spanish Albums Chart            | 4              |
| Estados Unidos | Billboard 200                   | 177            |
| Estados Unidos | Top Latin Albums                | 8              |
| Estados Unidos | Latin Pop Albums                | 2              |
| Estados Unidos | Top Heatseekers                 | 9              |
| Estados Unidos | Top Heatseekers (Pacific)       | 2              |
| Estados Unidos | Top Heatseekers (South Central) | 7              |
| Unión Europea  | European Albums Chart           | 71             |
| Italia         | Italian Albums Chart            | 14             |
| México         | Mexican Album Chart             | 1              |
| Suiza          | Swiss Albums Chart              | 9              |

### Anuales
| País           | Lista                         | Posición |      |
| 2006           | 2006                          | 2006     | 2006 |
| -------------- | ----------------------------- | -------- | ---- |
| España         | Spanish Album Chart           | 17       |      |
| Estados Unidos | Top Latin Albums              | 74       |      |
| México         | Mexican Album Chart           | 16       |      |
| México         | Mexican Album Chart (Spanish) | 12       |      |
| 2007           |                               |          |      |
| México         | Mexican Album Chart           | 92       |      |

### Certificaciones y ventas
| País           | Organismo Certificador | Certificación | Simbolización | Ref.          |
| -------------- | ---------------------- | ------------- | ------------- | ------------- |
| Argentina      | CAPIF                  | Platino       | ▲             | [ 17 ]        |
| Chile          | IFPI - Chile           | Oro           | ●             | [ 18 ]        |
| Colombia       | ASINCOL                | Oro           | ●             | [ 19 ]        |
| España         | PROMUSICAE             | Platino       | ▲             | [ 14 ]        |
| Estados Unidos | RIAA (Latino)          | Platino       | ▲             | [ 20 ]        |
| Italia         | FIMI                   | Oro           | ●             | [ 21 ] [ 22 ] |
| México         | AMPROFON               | Platino       | ▲             | [ 12 ]        |
| Uruguay        | IFPI - Uruguay         | Platino       | ▲             | [ 23 ]        |
| Venezuela      | IFPI - Venezuela       | Platino       | ▲             | [ 24 ]        |

## Premios
| Año  | Premio                             | Trabajo nominado | Categoría                         | Resultado |
| ---- | ---------------------------------- | ---------------- | --------------------------------- | --------- |
| 2006 | Premios Grammy                     | Limón y sal      | Álbum del Año                     | Nominado  |
| 2006 | Premios Grammy                     | Limón y sal      | Mejor Álbum de Música Alternativa | Ganador   |
| 2006 | Premios Grammy                     | Limón y sal      | Productor del Año                 | Ganador   |
| 2006 | Premios Grammy                     | «Me voy»         | Grabación del Año                 | Nominado  |
| 2006 | Premios Grammy                     | «Me voy»         | Mejor Vídeo Musical Versión Corta | Nominado  |
| 2006 | Premios Oye!                       | Limón y sal      | Álbum del Año                     | Nominado  |
| 2006 | Premios Oye!                       | «Me voy»         | Canción del Año                   | Nominado  |
| 2006 | Premios Oye!                       | «Me voy»         | Vídeo del Año                     | Nominado  |
| 2006 | Los Premios MTV Latinoamérica 2006 | «Me voy»         | Canción del Año                   | Nominado  |
| 2006 | Los Premios MTV Latinoamérica 2006 | «Me voy»         | Vídeo del Año                     | Nominado  |
| 2006 | Premios 40 Principales 2006        | «Me voy»         | Mejor Canción Internacional       | Nominado  |
| 2007 | Grammy Awards                      | Limón y sal      | Mejor Álbum Pop Latino            | Ganador   |
| 2007 | Los Premios MTV 2007               | «Eres para mí»   | Canción del Año                   | Nominado  |
| 2007 | Premios Lunas del Auditorio        | Limón y sal      | Pop en Español                    | Nominado  |
| 2007 | Latin Billboard Music Awards 2007  | Limón y sal      | Álbum Pop del Año                 | Nominado  |
| 2007 | Premios 40 Principales 2007        | «Primer día»     | Mejor Canción Internacional       | Nominada  |
| 2008 | Latin Billboards Music Awards 2008 | «Eres para mí»   | Canción Pop del Año, Femenino     | Ganador   |

## Fechas de lanzamiento
| Región         | Fecha              | Discográfica            |
| -------------- | ------------------ | ----------------------- |
| España         | 25 de mayo de 2006 | Sony Music Distribution |
| Italia         | 25 de mayo de 2006 | Sony Music Distribution |
| Portugal       | 25 de mayo de 2006 | Sony Music Distribution |
| México         | 30 de mayo de 2006 | Sony&BMG                |
| Estados Unidos | 6 de junio de 2006 | Norte                   |
| Suiza          | 6 de junio de 2006 | Sony Music Distribution |
| Austria        | 6 de junio de 2006 | Sony Music Distribution |
| Alemania       | 6 de junio de 2006 | Sony Music Distribution |
| Bélgica        | 6 de junio de 2006 | Sony Music Distribution |